# McMullin (Virginia)
McMullin è un census-designated place (CDP) degli Stati Uniti d'America, situato nello stato della Virginia, nella contea di Smyth. Secondo il censimento del 2020 gli abitanti di McMullin ammontavano a 455.
Il sito di "Fox Farm" è stato inserito nel National Register of Historic Places nel 1978.